# Mistrzostwa Świata w układaniu Kostki Rubika 2009
Mistrzostwa Świata w układaniu kostki rubika 2009 (ang. World Rubik's Cube Championship 2009) – międzynarodowy turniej Speedcubingowy zorganizowany przez WCA.
Na organizatora mistrzostw wybrano Niemcy, turniej odbył się w Düsseldorfie. W zawodach wzięli udział uczestnicy z 32 państw. w tym z Polski.

## Konkurencje
Poniżej podano konkurencję, i najlepszych w tej konkurencji
| Konkurencja                       | Imię                    | Wynik          | Średnia      | Narodowości       |
| --------------------------------- | ----------------------- | -------------- | ------------ | ----------------- |
| Kostka Rubika                     | Breandan Vallance       | 9.63           | 10.74 NR     | Wielka Brytania   |
| Kostka 2x2x2                      | Rowe Hessler            | 2.46           | 3.28         | Stany Zjednoczone |
| Kostka 4x4x4                      | Shūhei Ōmura (大村周平) | 43.19          | 45.18 NR     | Japonia           |
| Kostka 5x5x5                      | Dan Cohen               | 1:10.40        | 1:18.20      | Stany Zjednoczone |
| Kostka 6x6x6                      | Dan Cohen               | 2:22.58        | 2:36.65      | Stany Zjednoczone |
| Kostka 7x7x7                      | Michał Halczuk          | 3:43.15 WR     | 4:01.23 ER   | Polska            |
| 3x3x3 Bez patrzenia               | Guillain Potron         | 1:05.43 NR DNF |              | Francja           |
| 3x3x3 Liczba ruchów               | Olivér Perge            | 26 NR          | 26           | Węgry             |
| 3x3x3 Jedną ręką                  | Yumu Tabuchi (田渕雄夢) | 15.55          | 16.90 WR     | Japonia           |
| 3x3x3 Stopami                     | Yumu Tabuchi (田渕雄夢) | 55.34 NR       | 55.34        | Japonia           |
| Megaminx                          | Bálint Bodor            | 57.94 WR       | 1:05.32 NR   | Węgry             |
| Pyraminx                          | Yohei Oka (岡要平)      | 3.88           | 4.87         | Japonia           |
| Rubik's Clock                     | Koen Wermer             | 8.18 NR        | 9.43 NR      | Holandia          |
| Square-1                          | Piotr Michał Padlewski  | 10.96 WR       | 15.21 ER     | Polska            |
| 4x4x4 Bez patrzenia               | Kai Jiptner             | 7:02.66 NR     | DNF 7:02.66  | Niemcy            |
| 5x5x5 Bez patrzenia               | Rafał Guzewicz          | 15:43.00 ER    | 15:43.00 DNF | Polska            |
| 3x3x3 Liczba kostek bez patrzenia | Tim Habermaas           | 12/14 52:50    | 12/14 52:50  | Niemcy            |
| Rubik's Magic                     | Olivér Perge            | 0.94           | 1.01         | Węgry             |
| Master Magic                      | Máté Horváth            | 1.93           | 2.22         | Węgry             |